# ガル・ガドット
ガル・ガドット（ヘブライ語: גל גדות, 英: Gal Gadot, IPA: [ˈɡal ɡaˈdot], 1985年4月30日 - ）は、イスラエルの女優、プロデューサー、モデル。ガル・ギャドットと表記されることもある。

## プロフィール
イスラエルのペタフ・ティクヴァに生まれる。同国には兵役義務があるため、18歳時から2年間、イスラエル国防軍で戦闘トレーナーの職務に就いていた。映画『バットマン vs スーパーマン ジャスティスの誕生』でワンダーウーマンを演じるにあたってトレーニングしていた際には、「軍でトレーニングをしていた頃をすごく思い出した」と兵役時代の経験が役作りに役立ったことを語っている。
2004年度のミス・イスラエルである。女優としては、2007年放送の『Bubot』でテレビドラマにデビューし、2009年公開の『ワイルド・スピード MAX』で映画にデビューした。
2008年9月、『ワイルド・スピード MAX』撮影中にボーイフレンドと結婚した。

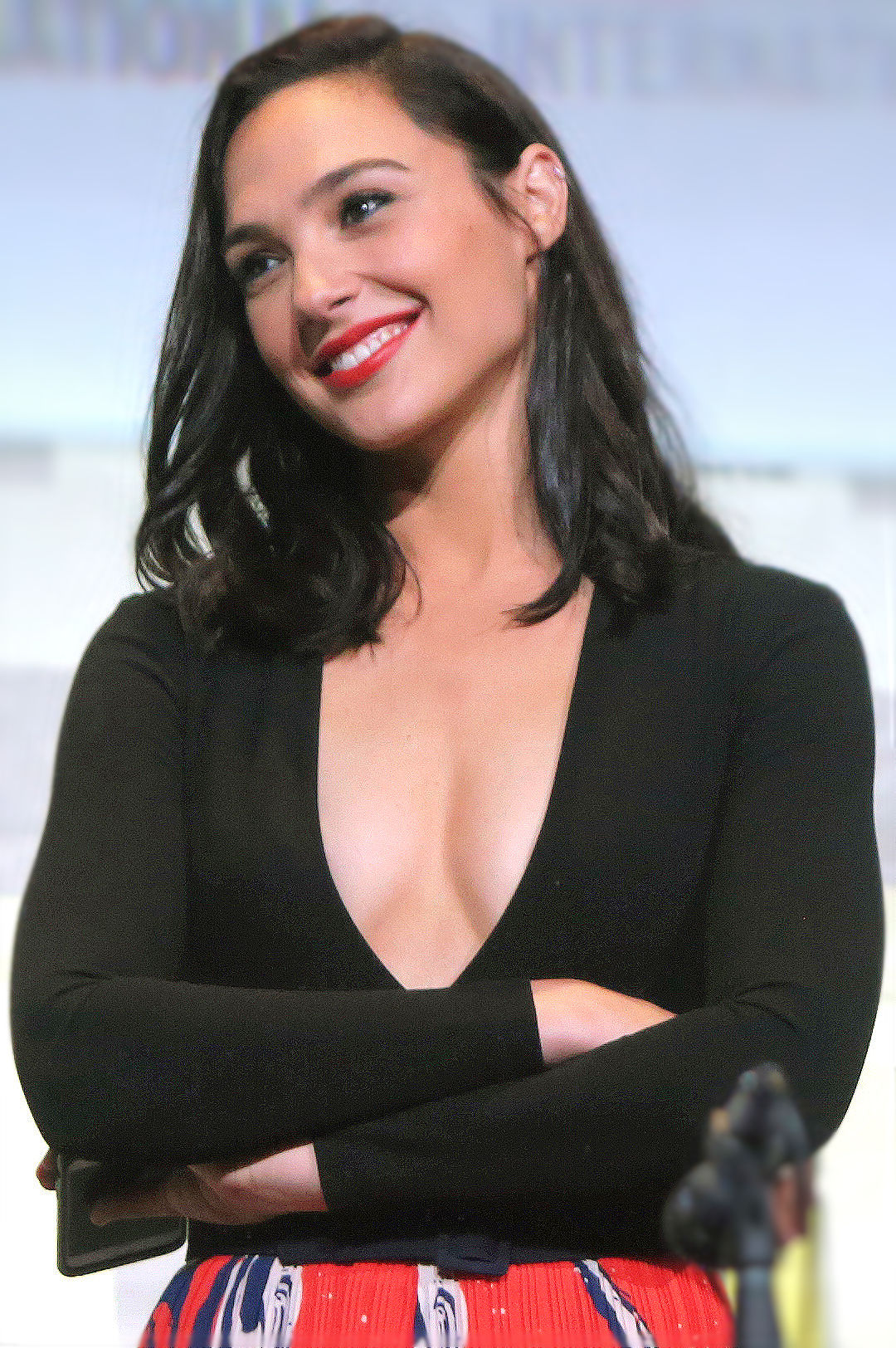
2016年

2016年、DCコミックスを実写化した映画『バットマン vs スーパーマン ジャスティスの誕生』のワンダーウーマン役で注目される。2017年、パティ・ジェンキンス監督、クリス・パイン共演作『ワンダーウーマン』で映画に初主演。作品はオープニング興行収入で首位となった。この成功を受け、2020年夏に公開予定の続編の製作も決定した。もしこの役に抜擢されていなかったら、女優を引退してロースクールに戻って家計を支える予定だったと、テレビ番組『サンデー・トゥデイ』で語っている。
イスラエル出身であり軍歴もあることから、2023年からのイスラエルによるガザ侵攻を支持している。

## フィルモグラフィ
※役名の太字表記は主演。

### 映画
| 年   | 題名                                                                             | 役名                                  | 備考                    | 吹き替え                                          |
| ---- | -------------------------------------------------------------------------------- | ------------------------------------- | ----------------------- | ------------------------------------------------- |
| 2009 | ワイルド・スピード MAX Fast & Furious                                            | ジゼル・ヤシャール                    |                         | 藤井リナ（劇場公開版） 東條加那子（テレビ朝日版） |
| 2010 | デート & ナイト Date Night.                                                      | ナターニャ                            | 不明                    |                                                   |
| 2010 | ナイト&デイ Knight and Day                                                       | ナオミ                                | 水落幸子                |                                                   |
| 2011 | ワイルド・スピード MEGA MAX Fast Five                                            | ジゼル・ヤシャール                    | 東條加那子              |                                                   |
| 2013 | ワイルド・スピード EURO MISSION Fast and furious 6                               | ジゼル・ヤシャール                    | 東條加那子              |                                                   |
| 2014 | Kicking Out Shoshana                                                             | Mirit Ben Harush                      | N/A                     |                                                   |
| 2015 | ワイルド・スピード SKY MISSION Fast and furious 7                                | ジゼル・ヤシャール                    | 写真のみ 出演シーン削除 | （台詞なし）                                      |
| 2016 | トリプル9 裏切りのコード Triple 9                                                | エレナ・ヴラスロフ                    |                         | 甲斐田裕子                                        |
| 2016 | バットマン vs スーパーマン ジャスティスの誕生 Batman v Superman: Dawn of Justice | ダイアナ・プリンス / ワンダーウーマン |                         | 甲斐田裕子                                        |
| 2016 | クリミナル 2人の記憶を持つ男 Criminal                                            | ジル・ポープ                          | 恒松あゆみ              |                                                   |
| 2016 | Mr.&Mrs. スパイ Keeping Up with the Joneses                                      | ナタリー・ジョーンズ                  | 日本劇場未公開          | 湯屋敦子                                          |
| 2017 | ワンダーウーマン Wonder Woman                                                    | ダイアナ・プリンス / ワンダーウーマン |                         | 甲斐田裕子                                        |
| 2017 | ジャスティス・リーグ Justice League                                              | ダイアナ・プリンス / ワンダーウーマン |                         | 甲斐田裕子                                        |
| 2018 | シュガー・ラッシュ:オンライン Ralph Breaks the Internet: Wreck-It Ralph 2        | シャンク                              | 声の出演                | 菜々緒                                            |
| 2020 | ワンダーウーマン 1984 Wonder Woman 1984                                          | ダイアナ・プリンス / ワンダーウーマン | 兼製作                  | 甲斐田裕子                                        |
| 2021 | ジャスティス・リーグ:ザック・スナイダーカット Zack Snyder's Justice League       | ダイアナ・プリンス / ワンダーウーマン |                         | 甲斐田裕子                                        |
| 2021 | ワイルド・スピード/ジェットブレイク F9                                           | ジゼル・ヤシャール                    | アーカイブ映像          | 東條加那子                                        |
| 2022 | ナイル殺人事件 Death on the Nile                                                 | リネット・リッジウェイ・ドイル        |                         | 甲斐田裕子                                        |
| 2023 | シャザム!〜神々の怒り〜 Shazam! Fury of the Gods                                 | ダイアナ・プリンス / ワンダーウーマン | クレジットなし          | 甲斐田裕子                                        |
| 2023 | ワイルド・スピード/ファイヤーブースト Fast X                                     | ジゼル・ヤシャール                    | クレジットなし          | （台詞なし）                                      |
| 2023 | ザ・フラッシュ The Flash                                                         | ダイアナ・プリンス / ワンダーウーマン | クレジットなし          | 甲斐田裕子                                        |
| 2025 | 白雪姫 Snow White                                                                | 女王                                  |                         | 月城かなと                                        |
| TBA  | In the Hand of Dante                                                             | Giulietta / Gemma Donati              | ポストプロダクション    |                                                   |

#### WEB配信映画
| 年   | 題名                                                                      | 役名                        | 配信局  | 備考   | 吹き替え   |
| ---- | ------------------------------------------------------------------------- | --------------------------- | ------- | ------ | ---------- |
| 2019 | ビトウィーン・トゥ・ファーンズ: ザ・ムービー Between Two Ferns: The Movie | 本人役                      | Netflix |        | 甲斐田裕子 |
| 2021 | レッド・ノーティス Red Notice                                             | サラ・ブラック / ビショップ | Netflix |        | 甲斐田裕子 |
| 2023 | ハート・オブ・ストーン Heart of Stone                                     | レイチェル・ストーン        | Netflix | 兼製作 | 甲斐田裕子 |

### テレビシリーズ
| 年   | 題名                                          | 役名                   | 備考                                           | 吹き替え |
| ---- | --------------------------------------------- | ---------------------- | ---------------------------------------------- | -------- |
| 2007 | Bubot                                         | Miriam "Merry" Elkayam |                                                | N/A      |
| 2009 | The Beautiful Life                            | オリヴィア             | 計3話出演                                      | N/A      |
| 2009 | アントラージュ★オレたちのハリウッド Entourage | リサ                   | シーズン6第2話「プレミアの夜」                 |          |
| 2017 | サタデー・ナイト・ライブ Saturday Night Live  | 本人（ホスト）         | 「Gal Gadot / Sam Smith」                      | N/A      |
| 2018 | ザ・シンプソンズ The Simpsons                 | 本人役                 | 声の出演 シーズン30第1話「バートは死んでない」 |          |

## 日本語吹き替え
当初、作品ごとに異なる声優が務めていたが、『バットマン vs スーパーマン ジャスティスの誕生』で甲斐田裕子が起用されたことがきっかけで、以降は大半の作品で甲斐田が声を務めるようになり、現在ではガルのお馴染み声優とも表されている。
甲斐田はガルの魅力について、「ハッキリした美しい顔立ちと長い手足に目が行きがちだが、本人の独特なハスキーボイス」だと語っている。吹き替えると聞こえなくなるからこそ、中に含まれている想いや情報を最大限表現しようと、いつも耳をそばだてて聞いているという。
その他には、『ワイルド・スピード』シリーズのみ東條加那子が担当している。水落幸子、恒松あゆみ、湯屋敦子、月城かなとなども担当したことがある。